# Creully
Creully je naselje in občina v severozahodnem francoskem departmaju Calvados regije Spodnje Normandije. Leta 2006 je naselje imelo 1.512 prebivalcev.

## Geografija
Kraj se nahaja v pokrajini Normandiji ob reki Seulles 19 km severozahodno od središča regije Caena.

## Uprava
Creully je sedež istoimenskega kantona, v katerega so poleg njegove vključene še občine Amblie, Anguerny, Anisy, Basly, Bény-sur-Mer, Cairon, Cambes-en-Plaine, Colomby-sur-Thaon, Coulombs, Courseulles-sur-Mer, Cully, Fontaine-Henry, Le Fresne-Camilly, Lantheuil, Lasson, Martragny, Reviers, Rosel, Rucqueville, Saint-Gabriel-Brécy, Secqueville-en-Bessin, Thaon, Vaux-sur-Seulles in Villons-les-Buissons z 19.635 prebivalci.
Kanton Creully je sestavni del okrožja Caen.

## Zanimivosti
- srednjeveška utrdba iz 11. do 12. stoletja Château de Creully,
- cerkev sv. Martina iz 12. stoletja,